# Сєверо-Плетньово
Сє́веро-Плетньо́во (рос. Северо-Плетнёво) — село у складі Юргінського району Тюменської області, Росія.
Населення — 1016 осіб (2010, 1021 у 2002).
Національний склад станом на 2002 рік:
- росіяни — 93 %